# Сирба
Сирба (фр. Sirba) — река в Буркина-Фасо и Нигере, правый приток Нигера.

## Описание
Река начинается в Буркина-Фасо и впадает в реку Нигер у деревни Сорбон-Хауса в Нигере, примерно в 50 км севернее Ниамея. Её длина составляет порядка 450 км, из которых 100 находятся на территории Нигера. По реке частично проходит государственная граница между Буркина-Фасо и Нигером, а также граница между департаментом Тера и департаментами Колло и Тороди в Нигере. Площадь водосборного бассейна — порядка 39 тыс. км². Расход воды составляет 697 млн. м³/год. На реке находятся такие населённые пункты, как Босси Бонго, Чава, Туре, Ларба Бирно, Ларба Тулумбу, Гарбей Куру и Талле.

## Расход воды
Среднемесячный расход воды, измеренный на гидрологической станции в Гарбей-Куру.

## Экономика
С 1980-х годов в долине реки активно добывается золото. Также в долине реки, в департаменте Тородо, расположено одно из официальных охотничьих угодий, созданных Государственным управлением Нигера по окружающей среде, водным ресурсам и лесному хозяйству.